# رودولف كاستنر
رودولف كاستنر (بالمجرية: Rezső Kasztner)‏ (1906 - 15 مارس 1957) محامٍ وصحفي يهودي مجري. اشتهر بعد تسهيله عملية ترحيل اليهود من النازية التي تحتلها المجر خلال المحرقة، وأحد زعماء الحركة الصهيونية في المجر. ترأس عددًا من المنظمات الشبابية الصهيونية، ورأس تحرير مجلة أوي كيليت، وكان نائب رئيس المنظمة الصهيونية في المجر، ثم أصبح مسؤولًا عن إنقاذ المهاجرين اليهود من بولندا وتشيكوسلوفاكيا، فقد كان يشغل منصب رئيس لجنة الإغاثة التابعة للوكالة اليهودية في بودابست، أُغتيل في سنة 1957 بعد أن اتهمته محكمة إسرائيلية بالتّعاون مع النازيين.
قام كاستنر بالاتصال بالمخابرات المجرية والنازية (التي كان لها عملاء يعملون داخل المجر، حتى قبل احتلال القوات الألمانية لها)، ثم استمر في التعاون مع النازيين بعد احتلالهم للمجر. وتشير بعض الدراسات إلى أن أيخمان حضـر إلى المجـر ومعـه 150 موظفًا، وكان يتبعه عدة آلاف من الجنود المجريين، هذا بينما كان يبلغ عدد يهود المجر ما يزيد عن 800 ألف، وهو ما يعني استحالة ترحيلهم إلى معسكرات الاعتقال (السخرة والإبادة) إن قرروا المقاومة. ومع هذا نجح أيخمان في مهمته بفضل تعاون كاستنر معه، إذ يبدو أن كاستنر أقنع أعضاء الجماعة اليهودية في المجر بأن النازيين سيقومون بنقلهم إلى أماكن جديدة يستقرون فيها أو إلى معسكرات تدريب مهني لإعادة تأهيلهم وليس إلى معسكرات الاعتقال. ومقابل ذلك سمحت السلطات النازية (عام 1941) بإرسال 318 يهوديًا ثم 1386 يهوديًا من أحـد معسـكرات الاعتـقال إلى فلسـطين («يهود من أفضل المواد البيولوجية» على حد قول أيخمان).
استقر كاستنر في فلسطين عام 1946، وانضم إلى قيادة الماباي ورُشِّح للكنيست الأول. وانتقلت معه مجلة أوي كيليت، وأصبح رئيسًا لتحريرها، بل كان يُعَدُّ مسئولًا عن شؤون يهود المجر (أو من تبقى منهم) في الحزب الحاكم.
ولكن في عام 1952 أرسل المواطن الإسرائيلي مايكل جرينوولد كتيبًا لبعض القيــادات الصهـيونية اتهم فيها كاسـتنر بالتعاون مع النازيين، وأنه قام بالدفاع عن أحد ضباط الحرس الخامس (الإس. إس.) أثناء محاكمات نورمبرج الأمر الذي أدَّى إلى تبرئته وإطلاق سراحه. وقد قام الحزب الحاكم في إسرائيل بمحاولات مضنية لإنقاذ كاستنر وتبرئته. كما بيَّن كاستنر أثناء محاكمته أنه لم يكن يسلك سلوكًا فرديًا وإنما تَصرَّف بناءً على تفويض من الوكالة اليهودية (التي أصبحت الدولة الصهيونية عام 1948). ولم يكن كاستنر مبالغًا في قوله فالمواطن الإسرائيلي جويل براند كان على علم ببعض خفايا القضية وبمدى تورط النخبة الحاكمة في عملية المقايضة الشيطانية التي تمت. وقد طُلب منه الإدلاء بشهادته، ولكنه آثر ألا يفعل وبدلًا من ذلك كتب كتابًا بعنوان الشيطان والروح يقول فيه «إن لديه حقائق تبعث على الرعب وتدمغ رؤوس الدولة اليهودية (الذين كانوا رؤساء الوكالة اليهودية)». وأضاف قائلًا «إنه لو نشر مثل هذه الحقائق لسالت الدماء في تل أبيب».
وقد قضت المحكمة الإسرائيلية بأن معظم ما جاء في كتيب جرينوولد يتطابق مع الواقع. وبعد إشكالات قضائية كثيرة، حُسمت المسألة (لحسن حظ الحزب الحاكم) حينما أطلق «أحدهم» الرصاص على كاستنر وهو يسير في الشارع. وقد تمت الجريمة رغم ورود تحذيرات لسلطات الأمن الإسرائيلية عن وجود مؤامرة لاغتيال كاستنر، بل كانت السلطات تعرف موعـد تنـفيذ المؤامـرة. وقد سـجل موشـيه شاريت، رئيس الوزراء الإسرائيلي، هذه الكلمات في مذكراته: «كاستنر. كابوس مرعب. حزب الماباي يختنق. بوجروم.». ويشير براند في كتابه إلى أن «رجال السياسة الذين يتسمون بالحذر، كانوا لا يعرفون ماذا سيفعلون مع هذا الرجل بعد محاكمته»، وكانوا يفكرون في «إسكاته».